# Kristín Auður Sophusdóttir
Kristín Auður Sophusdóttir ist eine isländische Schauspielerin.

## Leben und Karriere
Ihr Debüt gab Kristín 2015 in dem Kurzfilm Rainbow Party. Im selben Jahr war sie in einer Folge in Case zu sehen. Außerdem spielte sie 2017 in der Fernsehserie Stella Blómkvist mit. Unter anderem bekam Kristín in dem Film Iceland Is Best die Hauptrolle.

## Filmografie
- 2015: Rainbow Party (Kurzfilm)
- 2015: Case (Fernsehserie, 1 Episode)
- 2017: Stella Blómkvist (Fernsehserie, 3 Episoden)
- 2020: Iceland Is Best